# Paraíso do Sul
Paraíso do Sul är en kommun i Brasilien.   Den ligger i delstaten Rio Grande do Sul, i den södra delen av landet, 1 600 km söder om huvudstaden Brasília. Antalet invånare är 7 336. Arean är 342 kvadratkilometer.
Terrängen i Paraíso do Sul är kuperad norrut, men söderut är den platt.
I omgivningarna runt Paraíso do Sul växer huvudsakligen savannskog. Runt Paraíso do Sul är det glesbefolkat, med 20 invånare per kvadratkilometer.